# Cienciometria

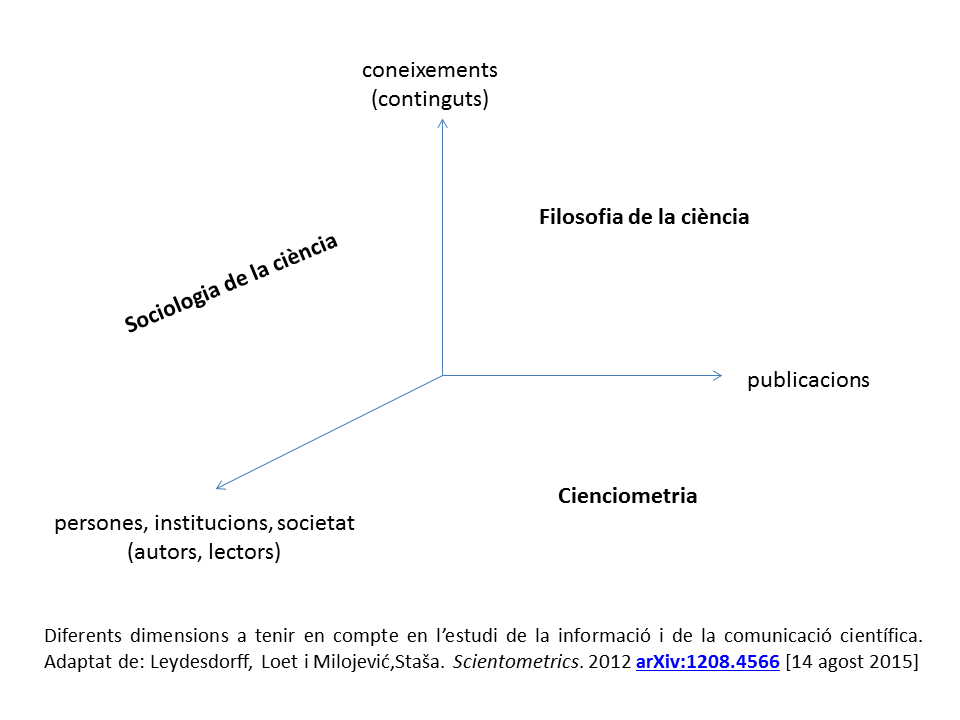

Cienciometria és "l'estudi dels aspectes quantitatius del procés científic entès com un sistema de comunicació." Es dedica, per tant, a mesurar i analitzar la ciència, la tecnologia i la innovació. Els principals punts de recerca inclouen el mesurament de la difusió, el seguiment de conjunts d'articles que permetin investigar l'impacte de les revistes i dels instituts de recerca, la comprensió de les citacions científiques, el mapatge dels camps científics i la producció d'indicadors per utilitzar dins el context de la política i la gestió de la ciència. Per la seva mateixa definició coincideix molt sovint amb altres disciplines quantitatives de la informació: informetria, bibliometria, cibermetria i webmetria. Atesa la seva transversalitat hi ha una significada superposició entre cienciometria i altres camps científics com les ciències de la informació, ciències de la comunicació, la política científica, la història de la ciència, la història de la tecnologia, i molt especialment amb la filosofia de la ciència i la sociologia de la ciència amb les que pot establir la relació de dimensionalitat que plasma el següent quadre.

## Desenvolupament històric
L'origen s'associa a l'aparició de la revista Scientometrics l'any 1979 i fou resultat de dos moviments convergents a cada banda del teló d'acer. Per una banda la "ciencia de la ciència" dels Estats Units d'Amèrica amb els seus representants màxims: Derek J. de Solla Price i Eugene Garfield. El primer destacà per les seves obres Science since Babylon (1961) i Little science, big science (1964) on investiga les lleis que regeixen l'acivitat científica en la seva globalitat, penetrant en el terreny de la política i la gestió. El segon fou el creador del Science Citation Index l'any 1963 i va fundar l'Institute for Scientific Information que ha desenvolupat una important tasca en l'anàlisi cienciomètrica. Per l'altra banda als països de l'est europeu la "naukovodemia" és la disciplina equivalent que estudia l'activitat de la investigació per afavorir el seu desenvolupament. En aquest àmbit geogràfic destaquen els treballs de Borichevski (1926), S. i M. Ossowski (1935) i Dobrov que entrà en contacte amb Solla Price i encunyà el terme "naukometrica" (cienciometria). Després amb el que es podria anomenar industrialització de la ciència va anar augmentant molt més la quantitat de publicacions i resultats de recerca i, a la vegada, amb l'aparició dels ordinadors, va ser possible l'anàlisi eficaç d'aquestes dades. Mentre la sociologia de la ciència s'ha anava enfocant cada vegada més al comportament dels científics, la cienciometria s'enfocava a l'anàlisi de les publicacions.
Més tard, al voltant del canvi de segle, l'avaluació i el rànquing dels científics i les institucions van anar ocupant el punt de mira principal. Basant-set en l'anàlisi bibliomètrica de les publicacions científiques i les seves citacions, l'any 2004 es publicà el primer rànquing d'universitats: l'Academic Ranking of World Universities ("Xangai ranking") de la Universitat Jiao Tong de Xangai. Els factors d'impacte s'han convertit en una de les eines més importants a l'hora d'escollir entre revistes diferents segons la seva qualitat. I rànquings com l'Academic Ranking of World Universities i el Times Higher Education World University Rankings (THE-ranking) han esdevingut els principals indicadors per avaluar l'estatus de les universitats. Per la seva banda l'índex h és avui dia l'indicador més important per valorar la productivitat i l'impacte de les publicacions d'un científic.
Al voltant del mateix temps, l'interès dels governs per mesurar la recerca amb el propòsit d'avaluar els fons destinats a ciència també va anar augmentant. En particular als Estats Units d'Amèrica, mentre les inversions en recerca científica van ser incloses com a part de la U.S. American Recovery and Reinvestment Act of 2009 (ARRA), un paquet d'estímul econòmic important, com per exemple STAR METRICS, van ser establerts per avaluar si l'impacte positiu en l'economia tenia lloc realment.

## Mètodes
Atenint-nos als objectes amb els quals es treballa, els mètodes de la cienciometria operen amb diferents tipus d'indicadors: els indicadors d'activitat (publicacions científiques, patents, tesis, bases de dades), indicadors relacionals de primera generació (signatures conjuntes d'articles, xarxes de citacions, cites d'una revista en una altra, cocitació) i indicadors relacionals de segona generació (aparició conjunta de paraules, mesurament de paraules clau, centralitat i densitat d'agregats, estructuració de camp, anàlisi dinàmic, prospectiva, etc.). Els mètodes de recerca inclouen aproximacions qualitatives, quantitatives i computacionals. Un dels descobriments més significatius en aquest camp és un principi d'escalació de cost que declara que per aconseguir majors resultats d'un determinat nivell d'importància cal créixer de manera exponencial la despesa d'esforços i recursos que si han de dedicar. Tanmateix, mètodes algorítmics nous dins la recerca, l'aprenentatge automàtic i la mineria de dades estan mostrant que no és el cas de la recuperació d'informació i del problemes basats en l'extracció.
Ara per ara la cienciometria ha demostrat la seva validesa en l'avaluació de la investigació científica, tant en la seva activitat, com en la seva pertinença, com en l'eficàcia de la seva gestió, Així mateix ha resultat molt útil en la vigilància tecnològica.
Pel que fa a les seves revistes més prestigiones es podrien triar les següents: Scientometrics, Journal of the American Society for Information Science and Technology i Journal of Informetrics. I quant a les institucions és de destacar la International Society for Scientometrics and Informetrics fundada el 1993 com a associació de professionals del camp.